# Dysdera arabica
Dysdera arabica là một loài nhện trong họ Dysderidae.
Loài này thuộc chi Dysdera. Dysdera arabica được Christa Deeleman-Reinhold miêu tả năm 1988.